# Müseggturm

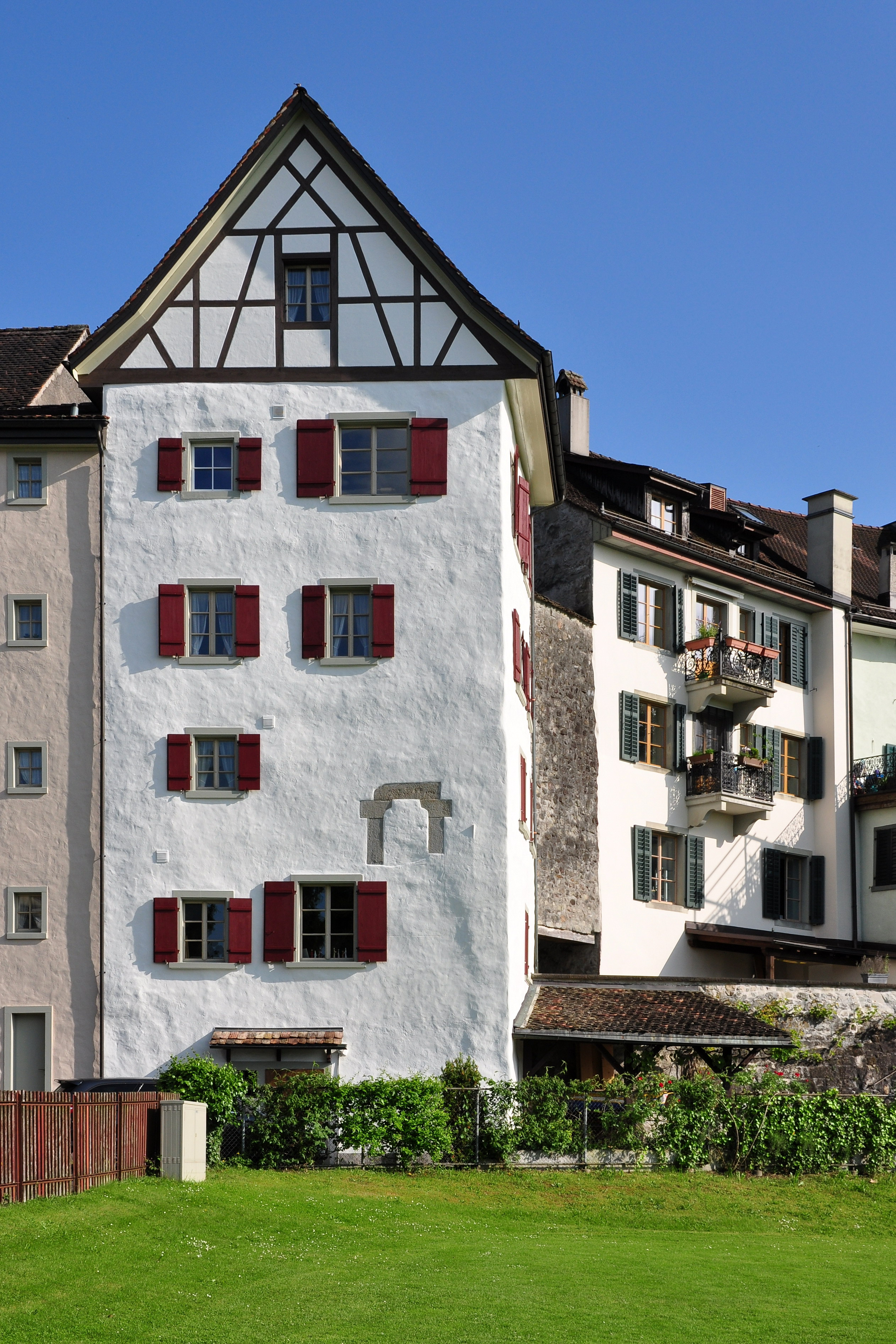
Ansicht von der Giessi

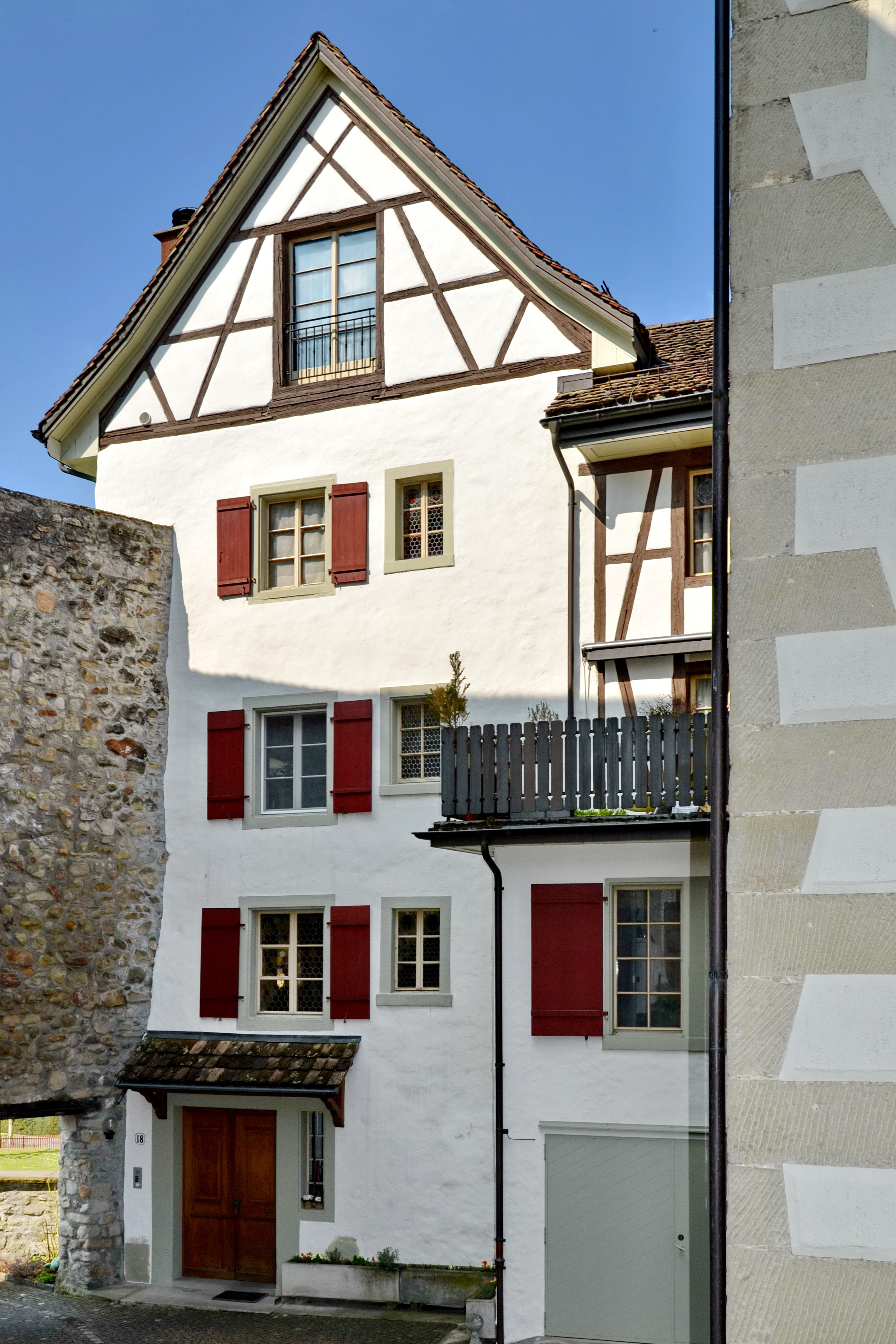
Müseggturm in Rapperswil, Ansicht vom Engelplatz

Der Müseggturm ist einer der vier erhaltenen Türme der mittelalterlichen Stadtbefestigung von Rapperswil, einem Ortsteil der Schweizer Gemeinde Rapperswil-Jona im Kanton St. Gallen.

## Lage
Der Müseggturm war ein Bollwerk im Festungsabschnitt der Stadtmauer, zwischen dem Breny-Turm am Herrenberg und dem Halsturm beim Engelplatz, im nordöstlichen Teil der Altstadt von Rapperswil. Links angrenzend ist ein etwa drei Meter und acht Meter hoher Teil der Stadtmauer erhalten, der als Durchgang zur Giessi bei der Mündung des Stadtbaches beziehungsweise zur Kempratner Bucht genutzt wird. Etwa 100 Meter nordwestlich liegt der seit den 1830er-Jahren isoliert stehende Haldenturm.

## Baugeschichte
Die Baugeschichte ist weitgehend ungeklärt. Entstanden sein könnte das Gebäude im späten 14. Jahrhundert mit der östlichen Erweiterung der Stadtbefestigung. Als erster Eigentümer wird Ritter Hannibal von Bocksberg im Jahr 1576 erwähnt. Erst im damals neu angelegten Versicherungsregister von 1807 ist das Gebäude als „Thurm in der Müsegg“ samt Stallung mit einer Versicherungssumme von 200 Gulden aufgeführt. Zwischen 1840 und 1979 sind 14 Besitzerwechsel erwähnt. Ein Stück Stadtmauer, angebaut an den Müseggturm, bildet den Abschluss des Engelplatzes.
Seit der Schleifung der Stadtbefestigung wird das einstige Bollwerk am Engelplatz 18 als Wohnhaus genutzt. Das Gebäude hat vier Obergeschosse, wobei das Dachgeschoss in Fachwerk-Bauweise ausgeführt ist und von einem Giebeldach gekrönt wird. An der Aussenseite ist ein vermauerter Umriss erhalten, vielleicht ein Hocheingang als Zugang von der früheren seeseitigen Umfassungsmauer zum Haldenturm.